# Lezogaberan
Lezogaberan (AZD-3355) je eksperimentalni lek za tretiranje gastroesofagealna refluksne bolesti. On je agonist GABAB receptora, i ima isti mehanizam dejstva kao i baklofen, ali se očekuje da će imati manje nuspojava vezanih za centralni nervni sistem, koje ograničavaju kliničku primenu baklofena.